# Tùng Châu
Tùng Châu là một xã thuộc huyện Đức Thọ, tỉnh Hà Tĩnh, Việt Nam.

## Địa lý
Xã Tùng Châu nằm ở phía bắc huyện Đức Thọ, có vị trí địa lý:
- Phía đông giáp xã Bùi La Nhân và xã Quang Vĩnh
- Phía tây giáp tỉnh Nghệ An
- Phía nam giáp xã Liên Minh
- Phía bắc giáp tỉnh Nghệ An.

Xã Tùng Châu có diện tích 9,61 km², dân số năm 2018 là 3.371 người, mật độ dân số đạt 351 người/km².

## Lịch sử
Địa bàn xã Tùng Châu hiện nay trước đây vốn là hai xã Đức Tùng và Đức Châu thuộc huyện Đức Thọ.
Trước khi sáp nhập, xã Đức Tùng có diện tích 4,80 km², dân số là 1.717 người, mật độ dân số đạt 358 người/km². Xã Đức Châu có diện tích 4,81 km², dân số là 1.654 người, mật độ dân số đạt 169 người/km².
Ngày 21 tháng 11 năm 2019, Ủy ban Thường vụ Quốc hội ban hành Nghị quyết số 819/NQ-UBTVQH14 về việc sắp xếp các đơn vị hành chính cấp xã thuộc tỉnh Hà Tĩnh (nghị quyết có hiệu lực từ ngày 1 tháng 1 năm 2020). Theo đó, sáp nhập toàn bộ diện tích và dân số của hai xã Đức Tùng và Đức Châu thành xã Tùng Châu.